# Hippolyte californiensis
Hippolyte californiensis är en kräftdjursart som beskrevs av Edward Morell Holmes 1895. Hippolyte californiensis ingår i släktet Hippolyte och familjen Hippolytidae. Inga underarter finns listade i Catalogue of Life.